# In memoriam : Le Dernier Rituel
Pour les articles homonymes, voir In memoriam.
In memoriam : Le Dernier Rituel (Evidence: The Last Ritual dans les territoires anglophones) est un jeu vidéo d'aventure développé par Lexis Numérique, sorti en 2006 sur PC (Windows et Mac OS). Il s'agit du deuxième épisode de la série In memoriam.

## Trame
Trois ans après la première enquête, Jack Lorski est de nouveau sur les traces du tueur en série connu sous le nom de Phoenix. Le journaliste Jack Lorski est malheureusement retrouvé assassiné.

## Accueil
- Adventure Gamers : 3,5/5[3]